# Société Anonyme (artisti)
La Société Anonyme, Inc. era un collettivo artistico statunitense fondato a New York durante il mese di aprile del 1920 da Katherine Dreier, Man Ray e Marcel Duchamp.

## Storia
Nata come una vera e propria società (era infatti iscritta nel registro delle imprese), la Société Anonyme si poneva l'obiettivo di organizzare spettacoli (letture di poesie e concerti), mostre d'arte contemporanea, e pubblicare riviste. Il nome del collettivo venne scelto da Man Ray e allude alle società anonime; il suffisso "Inc." era invece dettato dal desiderio di Duchamp di fare dell'umorismo in un'ottica dadaista e generare un sintagma pleonastico (traslitteralmente: "société anonyme SA"). Il marchio dell'organizzazione, venne disegnato da Duchamp, ed è una testa di antilope femminile stilizzata.
Nel 1926, il Brooklyn Museum ospitò l'Esposizione Internazionale d'Arte Moderna organizzata dalla Société Anonyme Inc. Fino al 1940, la Société Anonyme tenne quasi 80 mostre principalmente incentrate sull'arte astratta.
Stando a quando riporta William Clark, Alexander Archipenko, Kandinskij, Paul Klee, Fernand Léger, Jacques Villon e Louis Eilshemius tennero le loro prime mostre personali negli Stati Uniti grazie a questa organizzazione. La stessa promosse anche i lavori di Piet Mondrian e Kurt Schwitters quando erano ancora poco conosciuti.
La sede della Société nel New Jersey chiuse nel 1928, ma Dreier continuò ad organizzare eventi e ad accumulare opere d'arte da aggiungere alla collezione della Société Anonyme. Dreier donò la collezione alla Yale University Art Gallery nel 1941.
La Société Anonyme, Inc. venne ufficialmente chiusa il 30 aprile 1950, in occasione del suo trentesimo anniversario, durante una cena al New Haven Lawn Club dell'Università Yale. In questa occasione, Duchamp redasse le sue "notizie di artisti" contenute nel Catalogue de la collection de la Société Anonyme.